# 鈴木千尋 (アナウンサー)
鈴木 千尋（すずき ちひろ、1963年6月18日 - ）は、元山形テレビ (YTS) のアナウンサー。

## 来歴
静岡県清水市（現・静岡市清水区）出身。鶴見大学文学部卒業。
大学を卒業後、1987年に山形テレビに入社。同期の黒須英之とともに同局のアナウンサーになる。2000年代にニュース担当で出演していた『スーパーJチャンネルYTSゴジダス』では、一部コーナーのディレクターも兼務していた。
長年『提言の広場』の司会を務めていたが、2012年3月31日放送分をもって番組を卒業し、後輩アナウンサーの熊谷瞳に後を託すことを番組の公式ブログで公表した。そして同年、山形テレビ公式サイト内の「アナウンサー紹介」ページから鈴木のプロフィールが削除された。
山形の洋菓子メーカー・シベールのテレビCMには女性の声によるサウンドロゴが入るが、この声の主は鈴木であることが公表されている。

## 担当番組
- YTSニュース
- YTSニュース スーパータイム - 平日版キャスター
- YTSステーションEYE - 平日版キャスター
- スーパーJチャンネルYTSゴジダス - ニュース担当キャスター、木曜「TVクリニック」「ホットコミュニケーション野村證券」のコーナーディレクター[2]
- 提言の広場 - 司会